# Kreszentia Flauger

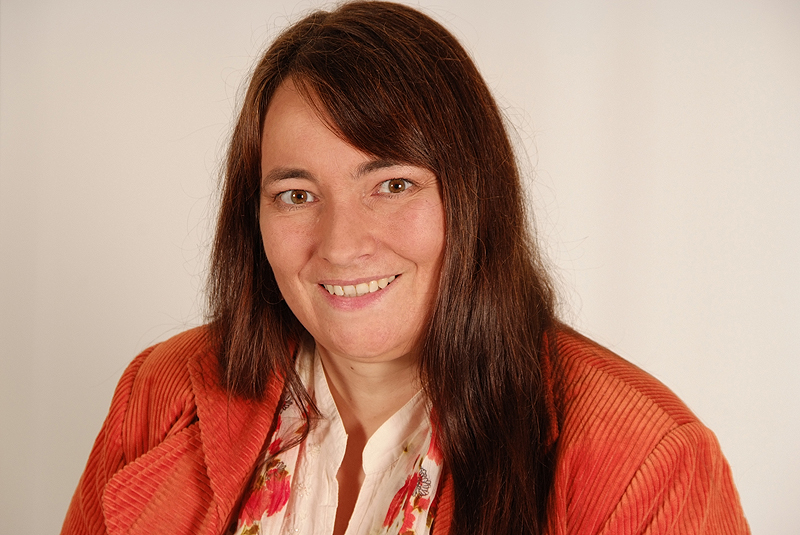
Kreszentia (Tina) Flauger im November 2009

Kreszentia (Tina) Flauger (* 17. März 1966 in Kiel) ist eine deutsche Politikerin. Sie war Spitzenkandidatin der Partei Die Linke zur Landtagswahl in Niedersachsen 2008 und von 2008 bis 2013 Mitglied des niedersächsischen Landtags.
Flauger wuchs in Kiel mit vier Geschwistern als Tochter eines Handwerkers auf. Die gelernte Datenverarbeitungskauffrau war von 2005 bis 2006 als Arbeitsvermittlerin beschäftigt. Vorher war sie Gruppenleiterin und Betriebsrätin in einer genossenschaftlichen Rechenzentrale. Danach war sie bis Januar 2008 als Mitarbeiterin des Bundestagsabgeordneten Axel Troost und als ehrenamtliche Richterin am Arbeitsgericht Oldenburg tätig. Seit 1985 ist sie Mitglied der Gewerkschaft ver.di (HBV).
Sie engagierte sich seit 2004 für die Wahlalternative Arbeit und soziale Gerechtigkeit (WASG), welche in der Partei Die Linke aufging. Ihre Bundestagskandidatur 2005 auf Listenplatz 4 in Niedersachsen war nicht erfolgreich. Bei der Konstituierung des niedersächsischen Landesverbandes der Partei Die Linke am 8. und 9. September 2007 wurde sie mit einem Ergebnis von 84,3 % neben Diether Dehm zur Vorsitzenden gewählt. 
Für die Wahl zum niedersächsischen Landtag am 27. Januar 2008 trat sie in ihrem Wahlkreis Cloppenburg-Nord am 7. November 2007 als Direktkandidatin an. Zudem zog sie als Spitzenkandidatin auf der Landesliste ihrer Partei in den Landtag ein und war Fraktionsvorsitzende der Linken im niedersächsischen Landtag.
Zur Landtagswahl in Niedersachsen 2013 trat Flauger aus gesundheitlichen Gründen nicht wieder an. Sie ist seit 2011 für die Linke im Rat der Stadt Wildeshausen und seit 2016 Abgeordnete und Fraktionsvorsitzende für die Linke im Kreistag des Landkreises Oldenburg.